# Đồi Cư H’Lăm
Đồi Cư H’Lăm nằm cách trung tâm thành phố Buôn Ma Thuột khoảng 15 km, thuộc km 14 tỉnh lộ 8, địa phận huyện Cư M’gar, tỉnh Đắk Lắk. Thuộc quản lý của Công ty TNHH MTV cà phê Ea Pôk.
Ngày 24/9/2009 UBND tỉnh Đắk Lắk đã ra quyết định công nhận đồi Cư H’Lăm là "Di tích danh lam thắng cảnh" cấp tỉnh.

## Khái quát chuong
Đồi Cư H'Lăm là ngọn đồi duy nhất có rừng nguyên sinh còn lại tại trung tâm thị trấn Ea Pôk huyện Cư M'gar tỉnh Đắk Lắk. Có tọa độ địa lý được xác định bởi 12°46′47″2 đến 12°46′51″7 vĩ độ Bắc và 108°6′31″5 đến 108°6′36″2 kinh độ Đông. Toàn bộ khu đồi có diện tích khoảng 18,4863 ha rừng, có địa hình tương đối bằng phẳng, có suối, ao hồ, đồi..., nằm trong vùng khí hậu nhiệt đới có những đặc trưng như: lượng mưa trung bình từ 1.400mm đến 1.600mm. Mỗi năm có 2 mùa rõ rệt: mùa mưa từ tháng 4 đến tháng 10, mưa nhiều nhất từ tháng 6 đến tháng 8, mùa khô từ tháng 11 đến tháng 4 sang năm. Tổng số giờ nắng trong năm 2.600h/năm, nhiệt độ trung bình năm từ 22-24 °C, chỉ số ẩm ướt đạt từ 0,5 - 1. Thổ nhưỡng ở đây thuộc loại Feralit nâu đỏ trên Bazan và túp. Độ cao so với mặt biển ở nơi cao nhất (trên đỉnh) là 524m, nơi thấp nhất (dưới chân) là 470m, độ dốc bình quân 15°.

## Truyền thuyết
Cư H’Lăm là tên gọi theo tiếng của người Êđê ở Đắk Lắk. “Cư” có nghĩa là núi, còn “H’Lăm” là để chỉ tội loạn luân, hôn nhân trái đạo đức giữa những người họ hàng gần. Đồi Cư H’Lăm được dân làng ở đây coi là một ngọn núi thiêng với truyền thuyết hấp dẫn tồn tại từ đời này sang đời khác.

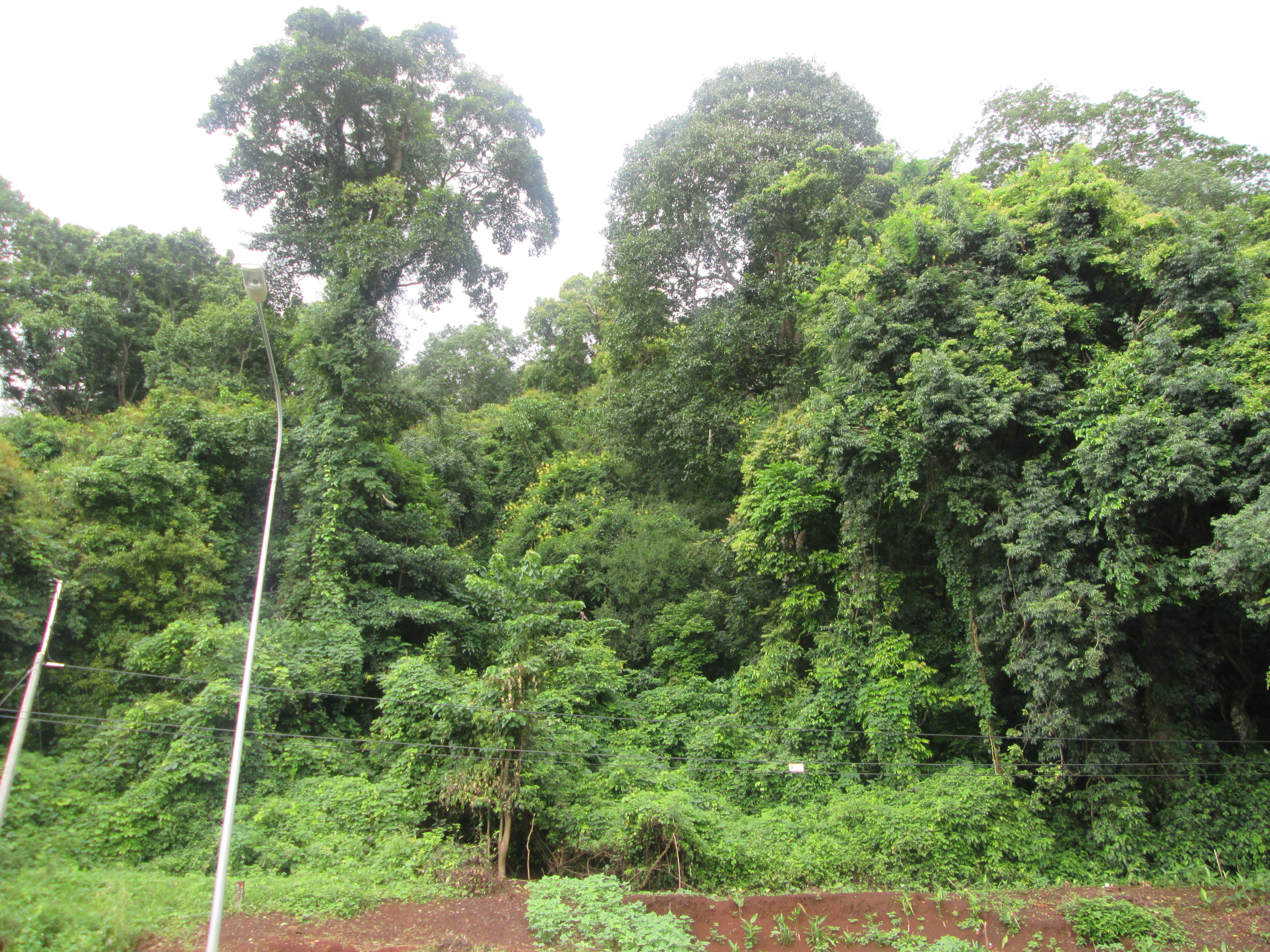
Đồi Cư H'Lăm

Già làng Y’ Ruê Mlô ở buôn EMăp, thị trấn Êa Pôk, huyện Cư M’gar, tỉnh Đắk Lắk kể lại rằng ngọn đồi này đã có từ lúc nào không ai biết, thuở ấy cũng chưa có tên gọi; trên đồi rừng cây rậm rạp và có rất nhiều loài thú dữ. Dưới chân đồi, ở buôn nọ có hai anh em ruột họ Niê tên là Y Đin và H’Hoan yêu nhau, nguyện cùng nhau xây dựng hạnh phúc cho đến ngày đầu bạc, răng long. Theo luật tục của người Êđê, anh em họ hàng gần không được lấy nhau, bởi đó là sự loạn luân, tội lỗi không thể tha thứ, ai vi phạm sẽ bị cả buôn bắt tội. Nếu tội nặng thì phải cúng thần đất một con trâu trắng, còn nhẹ hơn thì phải cúng một con heo trắng. Vì nhà nghèo  không có đủ tiền mua trâu trắng nên họ cúng heo trắng. Heo trắng bị rạch bụng lấy bộ lòng làm sạch cúng lên thần linh, còn đầu và đuôi được quấn chặt bằng lá cây cho khỏi bị cháy khi nướng trên bếp lửa.

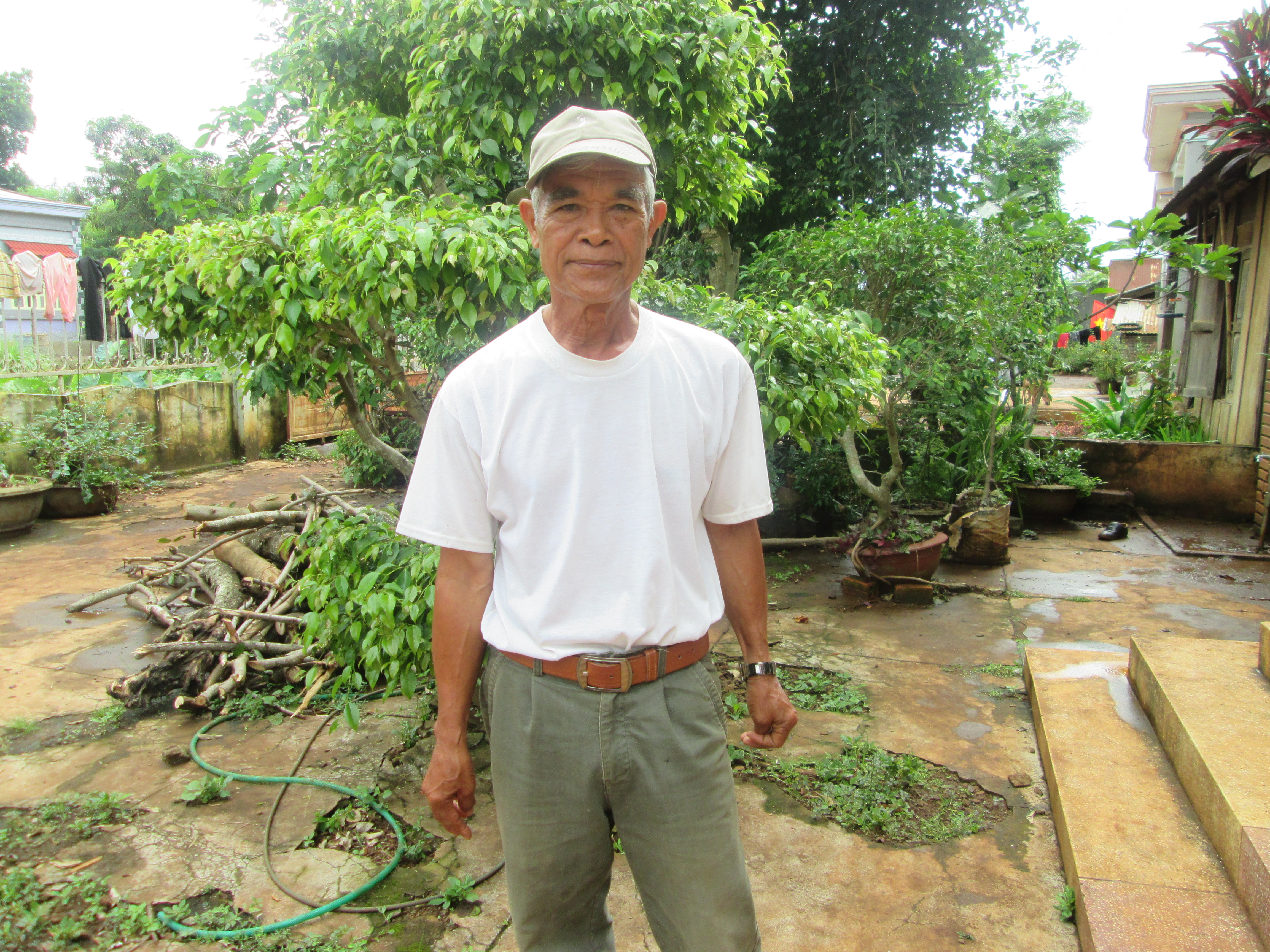
Già Làng Y Ruê Mlô

Nhưng kỳ lạ thay, khi đang làm lễ xin tha tội thì bỗng nhiên con heo trắng đang đặt trên bàn cúng vùng dậy chạy quanh buôn, nó chạy đến đâu thì đất nứt dần đến đó làm dân làng nháo nhào bỏ chạy, sau đó đất sụp xuống, nước dâng lên, tất cả đều bị chôn vùi. Từ đó, tạo thành bãi sình lầy hoang hóa người ta gọi là Sình Đỉa, còn khu rừng nguyên sinh không tên sau đó được đổi thành đồi Cư H’Lăm (rừng loạn luân).
Đây là một truyền thuyết đầy tính nhân văn và rất có ý nghĩa trong cuộc sống. Cứ thế câu chuyện được truyền miệng từ thế hệ này sang thế hệ khác, khu rừng nhờ vậy vẫn được bảo tồn khá nguyên vẹn cho đến ngày 

## Lời nguyền

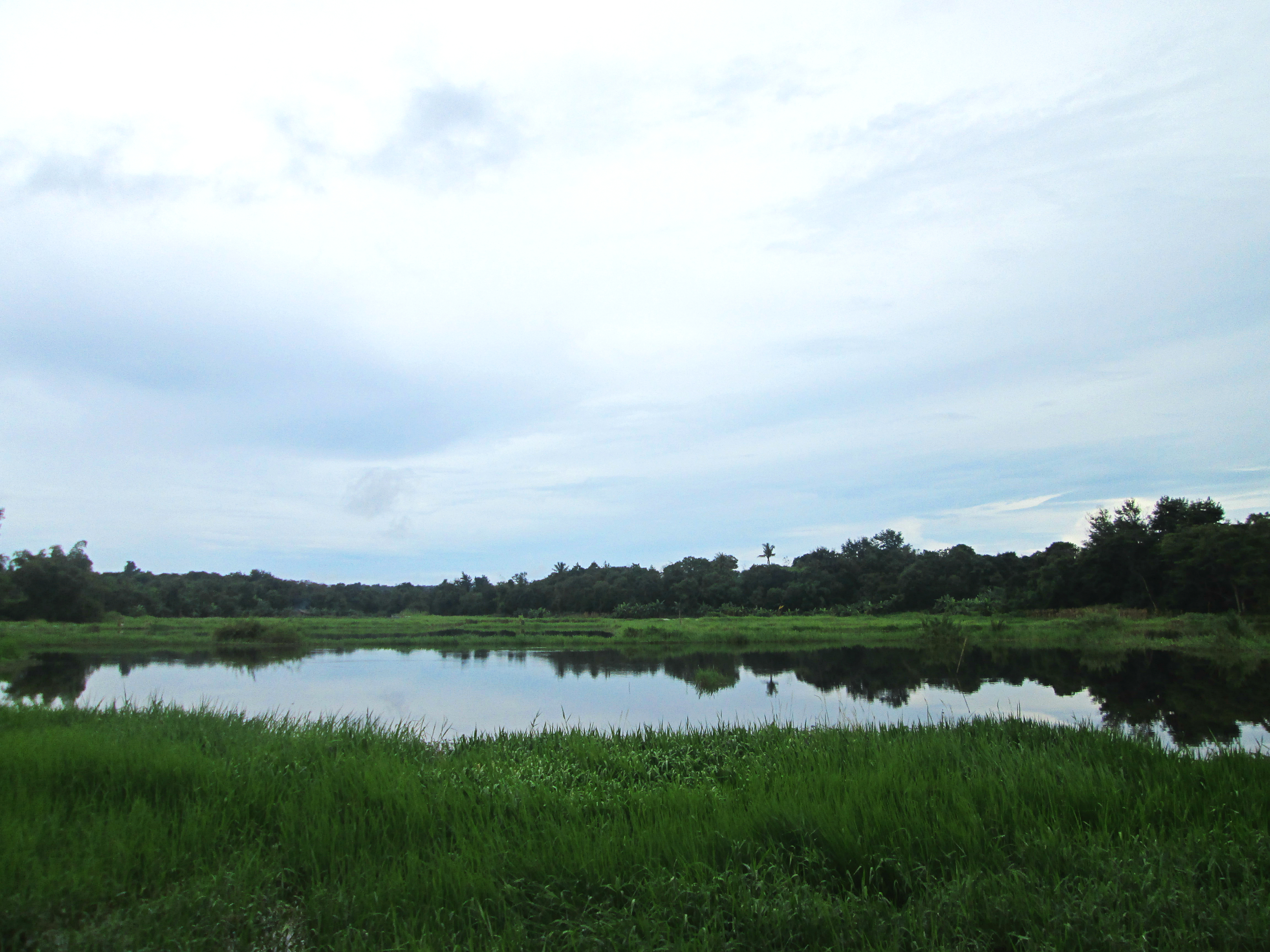
Sình đỉa

Câu chuyện ấy được lưu truyền qua nhiều thế hệ cùng với lời nguyền, mỗi khi tự ý vào rừng vô tình nhắc đến tên hai anh em Y Đin và H’Hoan thì tự nhiên không biết đường về. Già làng Y Ruê Mlô kể rằng, bất cứ ai có ý đồ đen tối, nhằm trục lợi từ đồi Cư H’Lăm đều phải đền tội. Nếu ai lên đồi chặt cây dù lớn hay nhỏ về làm nhà thì chỉ được ít hôm, ngôi nhà tự nhiên cháy rụi hoặc chẳng hiểu lý do vì sao mà bị sập lún. Người nào săn bắn thú hoang trong rừng về nhà không gặp tai nạn cũng bị ốm liệt giường.
Già làng lấy dẫn chứng là một thanh niên trong buôn đi lên đồi tìm măng. Anh cứ đi mải miết trong rừng mà không ra được. Đến chiều tối chạng vạng, người nhà không thấy anh về thì đổ xô đi tìm. Họ tìm và gọi mãi mà vẫn bặt vô âm tín. Từ trong lòng đồi, người thanh niên nhìn thấy tất cả và nghe rõ tiếng gọi nhưng anh gọi lại thì lại chẳng có ai nghe. Anh quay cuồng trong đó cảm giác như có một thế lực nào đó cản mắt, kéo chân và làm lu mờ tâm trí. Sau đó, người nhà làm lễ cúng thần giải thoát cho anh rồi anh tự tìm thấy đường về nhà. Già làng Y Ruê Mlô nói thêm, người đi rừng có thể tự giải thoát cho mình bằng cách xé rách một mảnh vải trên người, buộc vào cành cây trong rừng rồi nhận tội với thần rừng.

## Đặc điểm rừng Cư H'Lăm

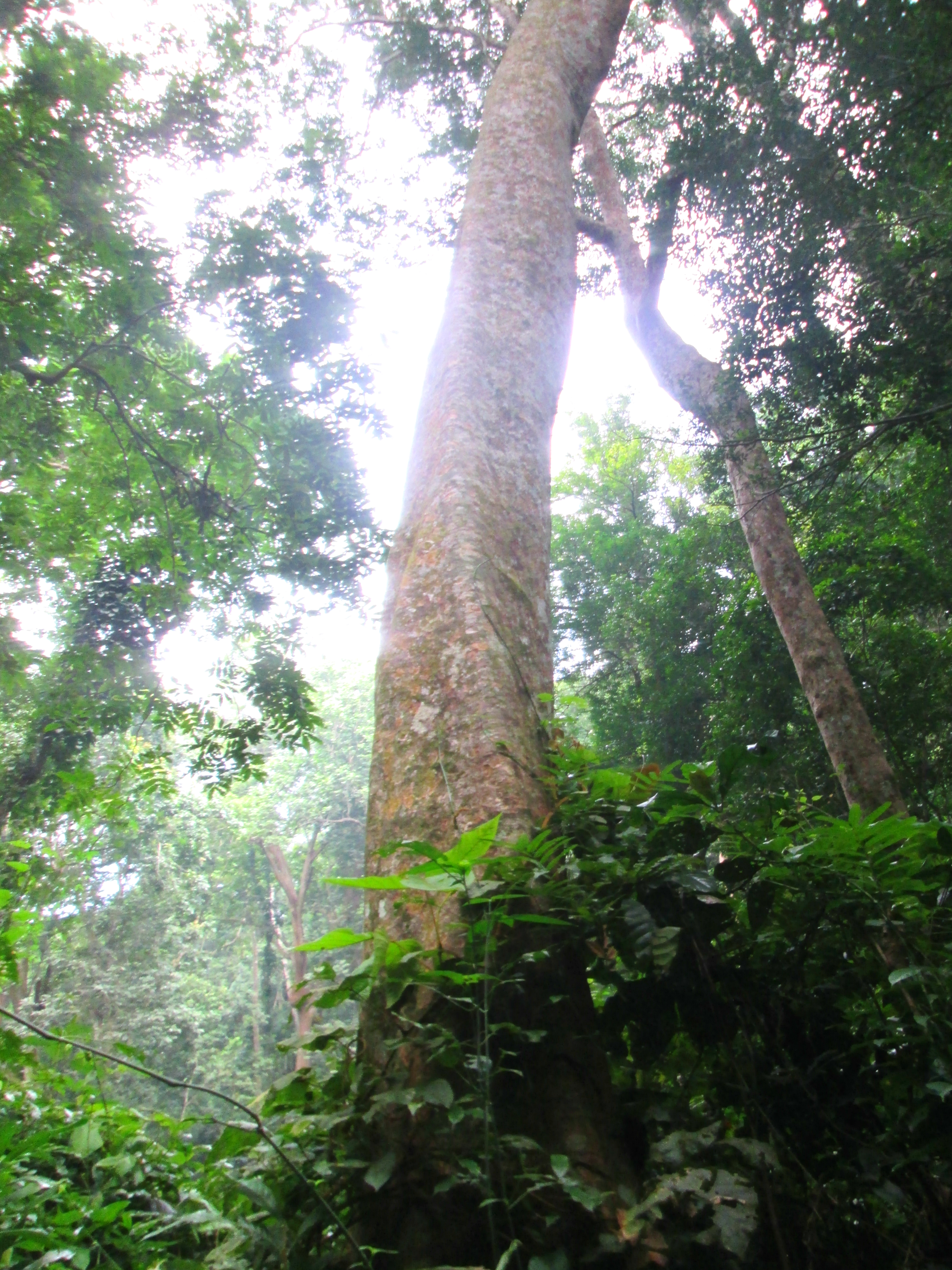
Cây cối ở đồi Cư H'Lăm

Toàn bộ ngọn đồi có diện tích mặt bằng là 18,4863 ha, trong đó rừng nguyên sinh chiếm 15,65 ha. Rừng ở đồi Cư H’Lăm thuộc kiểu rừng rậm nhiệt đới nửa rụng lá, một số cây ở tầng trên rụng lá vào mùa khô trong khi ở tầng dưới lá thường xanh. Theo kết quả điều tra bước đầu của Hạt kiểm lâm Cư M’gar tạm thời đã xác định được ở khu rừng này có 112 loài cây nằm trong 38 họ trên tổng 3000 loài thực vật có được ở Đắk Lắk, động vật còn lại chủ yếu là các loài bò sát như chim, chồn, nhím, cù lần… Bên cạnh đó vừa qua Hạt kiểm lâm có thả thêm một số loài như khỉ, trăn, rắn, kỳ đà, trút, các loài chim, ba ba…
Rừng có cấu trúc 5 tầng: 3 tầng cây gỗ, 1 tầng cây bụi tái sinh và 1 tầng thảm cỏ. Trong các tầng cây gỗ vai trò quan trọng thuộc về các loài của họ Bàng (Combretaceae), Đậu (Fabaceae), Tử vi (Lythraceae), Xoan (Meliaceae), Điều (Anacadiaceae). Những loài rụng lá có Mít nài (Artocarpusmeli – noxyla), Muồng đen (Senna siamea), Gõ mật (Sin dorasia mensis), các loài họ Bằng lăng (Lagerstroemia sp)… Tầng bụi tái sinh có các loài thuộc họ Na (Annonaceae), Thầu dầu (Euphorbiaceae)… Tầng thảm cỏ có các loài thuộc họ Lúa (Poaceae), Gừng (Zingiberaceae), Ô rô (Acanthaceae)… Ngoài ra còn một số loài dây leo thân gỗ thuộc các họ Đậu (Fabaceae).
Mặc dù rừng đã bị mất đi một số cây gỗ quý hiếm nhưng cấu trúc của loại rừng hỗn giao khác tuổi còn tương đối ổn định. Mật độ bình quân 210 cây/ha; thuộc vào dạng rừng giàu, phẩm chất tốt. Trữ lượng bình quân 390 m³/ha, trữ lượng rừng tập trung ở các nhóm gỗ 4, 5, 6 chiểm 61%, các loài gỗ quý hiếm chiếm 13%. Đồng thời trữ lượng này tập trung ở dạng có cấp kính thành thục (tức số cây có đường kính trên 50 cm chiếm 71% trong toàn bộ khu rừng).
Rừng Cư H’Lăm là một trong những khu rừng phòng hộ đầu nguồn và là rừng giàu của huyện Cư M’gar nói riêng và Đắk Lắk nói chung, có ý nghĩa to lớn trong việc bảo vệ nguồn nước, đất đai, môi trường, khí hậu, cảnh quan trong khu vực. Góp một tế bào làm phong phú thêm cho “lá phổi xanh – mái nhà chung” Tây Nguyên.

## Phương án bảo vệ rừng

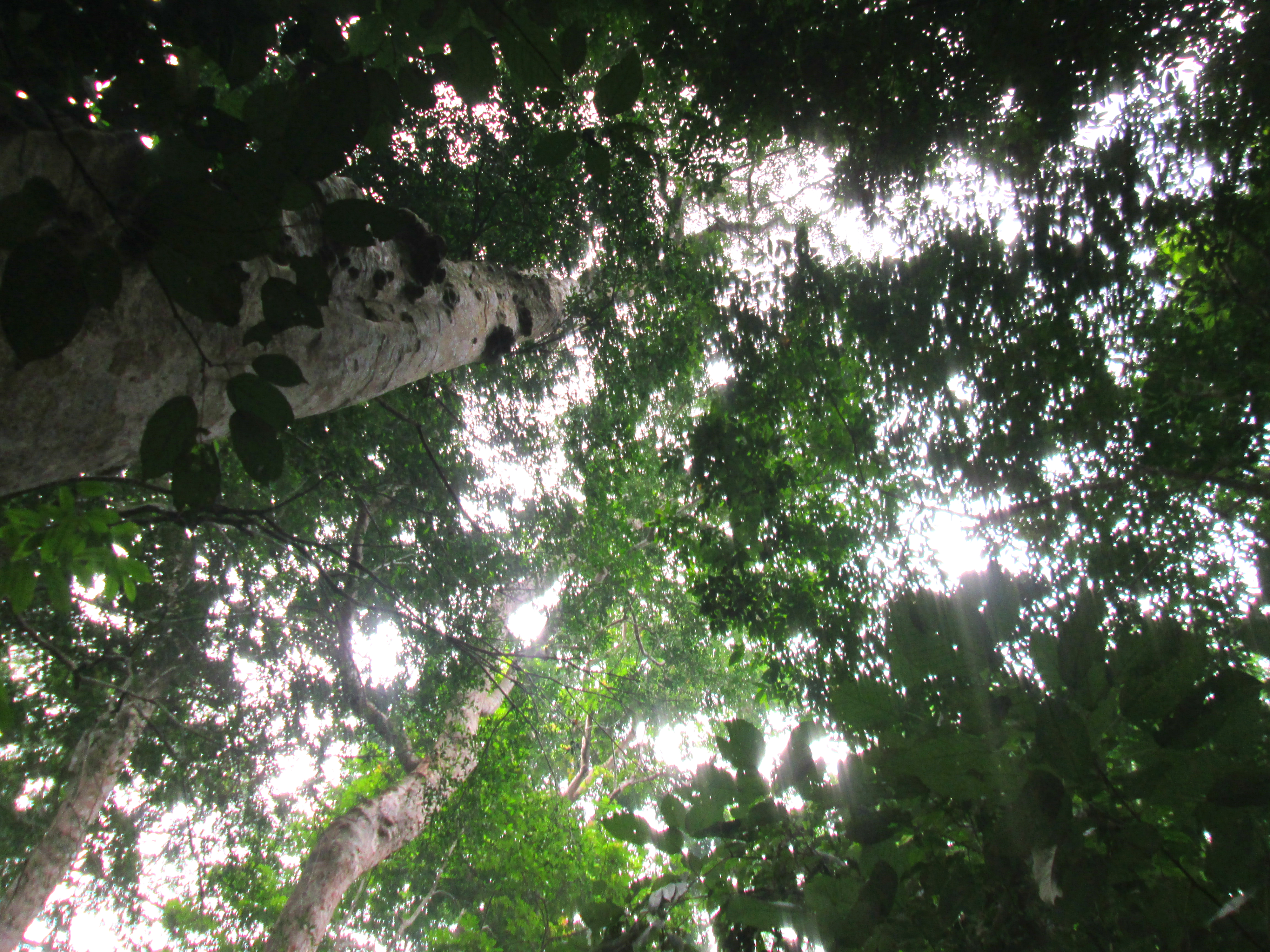
Cảnh quan bên trong đồi Cư H'Lăm

Cư H'Lăm thuộc khu vực quản lý hành chính của nông trường Ea Pôk. Hạt kiểm lâm chịu trách nhiệm về chuyên môn lâm nghiệp. Hạt đã ban hành lệnh cấm vi phạm khu rừng dưới mọi hình thức, ai vi phạm đều bị xử phạt theo Pháp luật tùy theo mức độ phạm tội. Hàng năm tổ chức phát dây leo, bụi rậm, cỏ dại, trồng thêm cây mới nhằm chăm sóc tu bổ làm giàu rừng ở đây. Hạt đã kết hợp với khoa lâm nghiệp trường đại học Tây Nguyên tiến hành điều tra cụ thể về khu rừng tự nhiên Cư H'Lăm, bước đầu đã định danh được một số loài cây, xác định trữ lượng, số lượng, thành phần cấu trúc, mật độ, giá trị kinh tế...của khu rừng. Nếu được sự quan tâm đầu tư xây dựng đúng mục đích thì Cư H'Lăm trong tương lai sẽ là một địa điểm du lịch sinh thái - một bảo tàng thiên nhiên...hấp dẫn và thu hút không nhỏ du khách khi đến với Đắk Lắk, đến với cao nguyên đất đỏ này. Và trên hết bảo vệ khu rừng vì mục đích cao cả có thể nói là "sống còn" của xã hội dù nó chỉ trong một phạm vi nhỏ, đó là góp phần bảo vệ môi trường, chức năng điều hòa và cân bằng sinh thái, bảo vệ nguồn nước, đất đai, cảnh quan khu vực...Đây là rừng phòng hộ đầu nguồn của huyện Cư M'gar, của ngõ phía bắc của Buôn Ma Thuột.
Ngoài ra có thể kể đến một số phương thức bảo vệ khá "độc đáo" đó là bằng truyền thuyết dân gian! Đồng bào các dân tộc xung quanh vẫn lưu truyền những truyền thuyết về khu đồi thiêng. Có thể đây cũng chỉ là một cách lý giải cho sự tồn tại của khu rừng vì những giá trị to lớn thiết thực với đời sống cộng đồng, đối với con người khu vực này.